# Mongolfolt
A mongolfolt, más néven palaszürke nevusz egy gyermekkori veleszületett dermális melanocytózis, amely egy jóindulatú, lapos, veleszületett anyajegy, hullámos szegéllyel és szabálytalan alakkal. 1883-ban Erwin Bälz német antropológus, aki Japánban dolgozott, írta le és nevezte el mongolokról, tévesen feltételezve, hogy betegei között kizárólag a mongol származásúaknál fordul elő.
Általában eltűnik a születéstől számított három-öt év után, és szinte mindig pubertás korra. A leggyakoribb szín a kék, bár előfordulhat kékesszürke, kékesfekete vagy sötétbarna árnyalatú is.
A foltok színe az etnikai csoportok és földrajzi régiók szerint változik. Árnyalata lehet kékes (japánok), halvány szürke (kínaiak, annamiták), sötétszürke (afrikai népek, eszkimók), zöldes (amerikai indiánok) vagy halványkék (egyes dél-európai gyermekek). Főleg csecsemő- és kisgyermekkorban figyelhetők meg, ritka kivétellel felnőtteknél is előfordulhatnak (Comas 1966).
A foltok halványodása és eltűnése az életkor növekedésével következik be. Az egyes etnikumoknál eltérő életkorban szűnhetnek meg: minél gyakoribbak az adott népcsoport újszülötteinél, annál későbbre tehető az eltűnésük ideje. Mérete a pár milliméteres apró folttól a tenyérnyi nagyságig terjed, ritkábban ennél nagyobb területet is érinthet.

## Földrajzi elterjedtsége
A mongolfolt gyakori a kelet-, dél-, Délkelet-, észak- és közép-ázsiai népek, az óceániai bennszülött népek (elsősorban mikronézek és polinézek), Afrika egyes népcsoportjai, Dél-Ázsia (India , Pakisztán) az amerikai kontinens bennszülöttei (amerikai indián népek), valamint a nem európai származású latin-amerikaiak és kevert etnikumú karibiak körében.
A palaszürke mongolfolt megjelenési gyakorisága az ázsiaiak körülbelül 80%-ánál , valamint az amerikai bennszülött csecsemők 80% –85%-ánál figyelhető meg. A polinéz és mikronéz csecsemők kb. 90%-a születik palaszürke mongolfolttal, ahogyan a latin-amerikai gyermekek mintegy 46%-a is , ahol a jelenséget főként a nem európai származású gyermekeknél tartják nyilván. Ugyanezek a foltok a tisztán európai származású újszülöttek 5–10%-ánál is előfordulnak a Dél-európai népességek gyermekeinél. Az afroamerikai újszülötteknél a palaszürke mongolfolt gyakorisága 90% és 96%  közötti arányban jelentkezik.

## Magyarországon

### A "Matolcsy-pötty"
"Matolcsy-pötty" kifejezés egy tudományos tévedésből és annak társadalmi visszhangjából született, amely Matolcsy György 2012-es kijelentésére utal. A korábbi nemzetgazdasági miniszter egy lakossági fórumon azt állította, hogy a magyar újszülöttek fenekén található kb. hat hétig látható piros pöttyök a magyarság ázsiai azaz mongoloid (különösen japán rokonság) származásának fő bizonyítékai. Valójában azonban amikor ő a mongolfoltra  utalt (amely egy teljesen más jelenség),  összekeverte annak jellegzetességeit egy csecsemőkori védőoltás mellékhatásával. Azonban Matolcsy György piros pöttyével ellentétben a mongolfolt nem piros színű, nem pötty méretű, és nem hat hétig tart. A csecsemőkön alkalmazott BCG oltás azonban valóban apró piros pöttyöt okoz körülbelül hat hét időtartamra a babákon. A BCG védőoltás olyan vakcina, amelyet elsősorban a tuberkulózis elleni védekezés céljából használnak, főként olyan országokban ahol ez történelmileg gyakori betegség volt.
Matolcsy tehát két teljesen különböző jelenséget kevert össze: egy veleszületett pigmentációt és egy oltás utáni reakciót. A tévedés mögött a tudományos ismeretek hiánya és a politikai/ideológiai narratívák előtérbe helyezése állt. (Pl. lásd: turanizmus politikai ideológiája.)

### Roma származás egyik lehetséges kísérőjelensége
„
Az eddigi egyetlen magyarországi megfigyelésre vonatkozó adat (Koós, 1909), melyet Bartucz említ cikkében, nem tünteti fel a gyermekek kor szerinti eloszlását, csak annyit közöl, hogy a vizsgált gyermekek 0 és 7 év közöttiek, valamint, hogy a legidősebb mongolfoltos gyermek 3 éves volt. Ha feltételezzük, hogy az egyes korcsoportok kb. azonos arányban voltak képviselve a mintában, akkor a 3–7 év közöttieknél (akik a minta nagyobb felét képviselik), a mongolfolt gyakoriságára kapott érték 0%, ez pedig jelentősen csökkenti az egész mintára vonatkozó relatív gyakorisági értéket.
Koós (1909) megfigyelése és jelenleg elemzett adataink között van egy másik eltérés is, ami szintén nem hagyható figyelmen kívül: az általunk vizsgált minták speciális összetételűek voltak, ugyanis a vizsgált gyermekek zöme cigány volt. Ennek az eloszlásnak az etikai oldalai is mertek, nem feladatunk, hogy azokra is kitérjünk.
Tudva levő azonban az, hogy a cigányság indiai eredetű. Az irodalmi adatok alapján a hinduknál a mongolfolt gyakorisága – mint korábban utaltunk erre – 22,0%. Ez az érték már jóval közelebb áll ahhoz, amit mi tapasztaltunk (22,6%).
”

– Farkas Gyula, Bús Vera (1977). „A MONGOLFOLT MAGYARORSZÁGI ELŐFORDULÁSÁNAK ÚJABB ADATAI” (pdf). Anthropológiai Közlemények. 21, 110. o.

## Okok
A mongolfolt egy veleszületett születési jegy – azaz születéstől jelen lévő –, amely kizárólag a bőrt érinti. A kék színt a melanociták, a melanint tartalmazó sejtek okozzák, amelyek általában a bőr felszínén (az epidermiszben) helyezkednek el, de a folt helyén a mélyebb rétegben (a dermiszben) találhatók. Általában több folt vagy egy nagyobb terület formájában fordul elő, és lefedheti a lumbosacralis területet (azaz a hát alsó részét), a feneket, az oldalakat, valamint a vállakat egy vagy akár több helyen. Fiú és lány csecsemők egyaránt hajlamosak a mongolfoltra (szürkéskék anyajegyre). Akik nem ismerik a mongolfolt orvostani antropológiai eredetét, azok esetleg zúzódásnak sérülések nyomainak hihetik, ami akár ahhoz a téves, alaptalan  gyanúsítgatásokhoz vezethet, hogy kisgyermek bántalmazásáról van szó.

## Orvostörténeti és antropológiai történeti háttere
A francia antropológus, Robert Gessain érdeklődést mutatott az általa tache pigmentaire congénitale-nak (veleszületett pigmentfoltnak) vagy színes anyajegynek nevezett jelenség iránt. Több tanulmányt is publikált a Journal de la Société des Américanistes című, az amerikai kontinens kulturális antropológiájával foglalkozó tudományos folyóiratban. Gessain időt töltött a mexikói Hidalgo államban élő huehuetla tepehua népnél, és 1947-ben írt a folt „helyzetéről, alakjáról, színéről, hisztológiájáról, kémiai összetételéről, genetikai öröklődéséről és faji elterjedéséről”. Korábban több telet töltött Grönlandon, és 1953-ban összefoglalót írt a folttal kapcsolatban ismert információkról. Azt feltételezte, hogy az a kor, amelyben a folt elhalványul különböző populációkban, talán megkülönböztető jellegzetességgé válhat ezen csoportok számára. Gessain állítása szerint a foltot először az inuitoknál figyelték meg.
Hans Egede Saabye [ejtsd: Hansz Egede Szábe], egy dán pap és botanikus, 1770 és 1778 között Grönlandon élt. 1816-ban publikált naplóit, amelyeket több európai nyelvre lefordítottak, gazdag etnográfiai információkat tartalmaztak. Leírta az újszülötteken látható foltot, és említette, hogy gyakran látta ezt, amikor a csecsemőket meztelenül mutatták be a keresztelő szertartáson. Egy másik dán megfigyelő, Daniel Frederik Eschricht, főleg Koppenhágában tevékenykedő orvos és zoológus volt. 1849-ben írt a szülészeti kórházban ellátott „vegyes származású” csecsemőkről. Azt is hozzáteszi, hogy „Saabye elsőként dokumentált megfigyeléseit az inuit gyermekekkel kapcsolatban teljes mértékben megerősítette Holbøll kapitány”, aki küldött neki egy alkoholban konzervált magzatot.
„A mongolfolt jelenlétét vagy hiányát olyan faji elméleteket valló kutatók is felhasználták, mint Joseph Deniker (1852–1918) francia antropológus.[14]
A The Journal of Cutaneous Diseases Including Syphilis (A bőrgyógyászati betegségek folyóirata, beleértve a szifiliszt) 23. kötete számos esettanulmányt tartalmazott a mongolfoltról az amerikai őslakosok és eszkimók gyermekein: …”

„Gustav Frederik Holm (Ethnological Sketch. Communications on Greenland, X., Koppenhága, 1887) bejelentette a folt jelenlétét Grönland keleti részén. Bartels (The So-Called "Mongolian" Spots on Infants of Esquimaux, Ethnologic Review, 1903) leveleket kapott a jelenségről Kelet-Grönlandról, valamint az alaszkai eszkimóktól. Hansen állítása szerint a foltot kevert európai-eszkimó származású egyéneknél is talált. Az észak-vancouveri brit kolumbiai indiánoknál Baelz, valamint Tenkate (másodkézből) megfigyelései is feljegyezték a jelenséget. Közép-Amerika maya népénél Starr adatait (Data on the Ethnography of Western Mexico, Part H., 1902) Herman kutatásai is alátámasztják (Aparecimiento de la Mancha Mongolica, Revista de Ethnologia, 1904). Herman idézi A. F. Chamberlaint (Pigmentary Spots, American Anthropologist, 1902) és Starrot (Sacral Spots of Mayan Indians, Science, New Series, xvii., 1903). ”